# Comuna Cârligele, Vrancea
Cârligele este o comună în județul Vrancea, Muntenia, România, formată din satele Blidari, Bonțești, Cârligele (reședința) și Dălhăuți.

## Situare geografică
Comuna se află în partea de sud a județului. Este traversată de șoseaua județeană DJ205B, care o leagă spre nord de Vârteșcoiu și Broșteni (unde se termină în DN2M) și spre sud de Cotești și Urechești (unde se termină în DN2).
Comuna este localizată într-o zonă de contact între dealurile subcarpatice și Câmpia Siretului Inferior. Asta înseamnă că se poate găsi în comună un relief variat, cu zone mai înalte, colinare, care coboară treptat spre zone mai plane, de câmpie.
Principalul curs de apă care traversează sau delimitează teritoriul comunei este râul Siret. De asemenea, sunt prezente și alte pârâuri mai mici, afluenți ai Siretului, care contribuie la rețeaua hidrografică locală.
Clima este temperat-continentală, caracterizată prin veri călduroase și ierni reci. Precipitațiile sunt moderate, distribuite pe parcursul anului.
Vegetația este specifică zonei de contact dintre deal și câmpie, cu păduri de foioase (predominant gorun și fag în zonele mai înalte) și vegetație de luncă în apropierea râului Siret. Solurile sunt variate, incluzând soluri brune și brun-roșcate pe dealuri și cernoziomuri în zonele de câmpie, favorabile agriculturii.
Comuna se învecinează în nord, cu comuna Vârteșcoiu, în nord-est cu Broșteni, în sud cu comuna Cotești și în sud-vest cu comuna Urechești.

## Demografie
Componența etnică a comunei Cârligele
     Români (97,22%)
     Alte etnii (2,78%)
Componența confesională a comunei Cârligele
     Ortodocși (95,2%)
     Alte religii (1,89%)
     Necunoscută (2,9%)
Conform recensământului efectuat în 2021, populația comunei Cârligele se ridică la 3.378 de locuitori, în creștere față de recensământul anterior din 2011, când fuseseră înregistrați 3.116 locuitori. Majoritatea locuitorilor sunt români (97,22%). Din punct de vedere confesional, majoritatea locuitorilor sunt ortodocși (95,2%), iar pentru 2,9% nu se cunoaște apartenența confesională.

## Politică și administrație
Comuna Cârligele este administrată de un primar și un consiliu local compus din 13 consilieri. Primarul, Ștefan Moscu[*], de la Partidul Social Democrat, este în funcție din 2004. Începând cu alegerile locale din 2024, consiliul local are următoarea componență pe partide politice:
|  | Partid                          | Consilieri | Componența Consiliului | Componența Consiliului | Componența Consiliului | Componența Consiliului | Componența Consiliului | Componența Consiliului | Componența Consiliului | Componența Consiliului | Componența Consiliului | Componența Consiliului | Componența Consiliului | Componența Consiliului |
|  | ------------------------------- | ---------- | ---------------------- | ---------------------- | ---------------------- | ---------------------- | ---------------------- | ---------------------- | ---------------------- | ---------------------- | ---------------------- | ---------------------- | ---------------------- | ---------------------- |
|  | Partidul Social Democrat        | 12         |                        |                        |                        |                        |                        |                        |                        |                        |                        |                        |                        |                        |
|  | Alianța pentru Unirea Românilor | 1          |                        |                        |                        |                        |                        |                        |                        |                        |                        |                        |                        |                        |

## Istorie
La sfârșitul secolului al XIX-lea, comuna făcea parte din plasa Orașul a județului Râmnicu Sărat și era formată doar din satul de reședință, cu 973 de locuitori. În comună funcționau două biserici și o școală de băieți cu 52 de elevi. La acea vreme, pe teritoriul actual al comunei, mai funcționau în aceeași plasă și comunele Blidarele și Bonțești. Comuna Blidarele avea și ea doar satul de reședință cu 553 de locuitori și în ea funcționau o biserică datând de la 1788 și o școală mixtă cu 49 de elevi. Comuna Bonțești, formată din satele Bonțești și Dălhăuți, avea 1092 de locuitori, trei biserici (una din 1820, alta din 1840 și o alta din 1625) și o școală mixtă cu 45 de elevi.
Anuarul Socec din 1925 consemnează că între timp comuna Blidarele a fost desființată și inclusă în comuna Cârligele, aceasta având în cele două sate 2004 locuitori. Comuna Bonțești și-a mutat reședința la Dălhăuți și a luat numele acestui sat; ea avea 1266 de locuitori. Ambele comune făceau parte din plasa Cotești a aceluiași județ.
În 1950, comunele au fost transferate raionului Focșani din regiunea Putna, apoi (după 1952) din regiunea Bârlad și (după 1956) din regiunea Galați. Între timp, comuna Dălhăuți a fost și ea desființată și inclusă în comuna Cârligele. În 1968, comuna în forma ei actuală a trecut la județul Vrancea.

## Monumente istorice

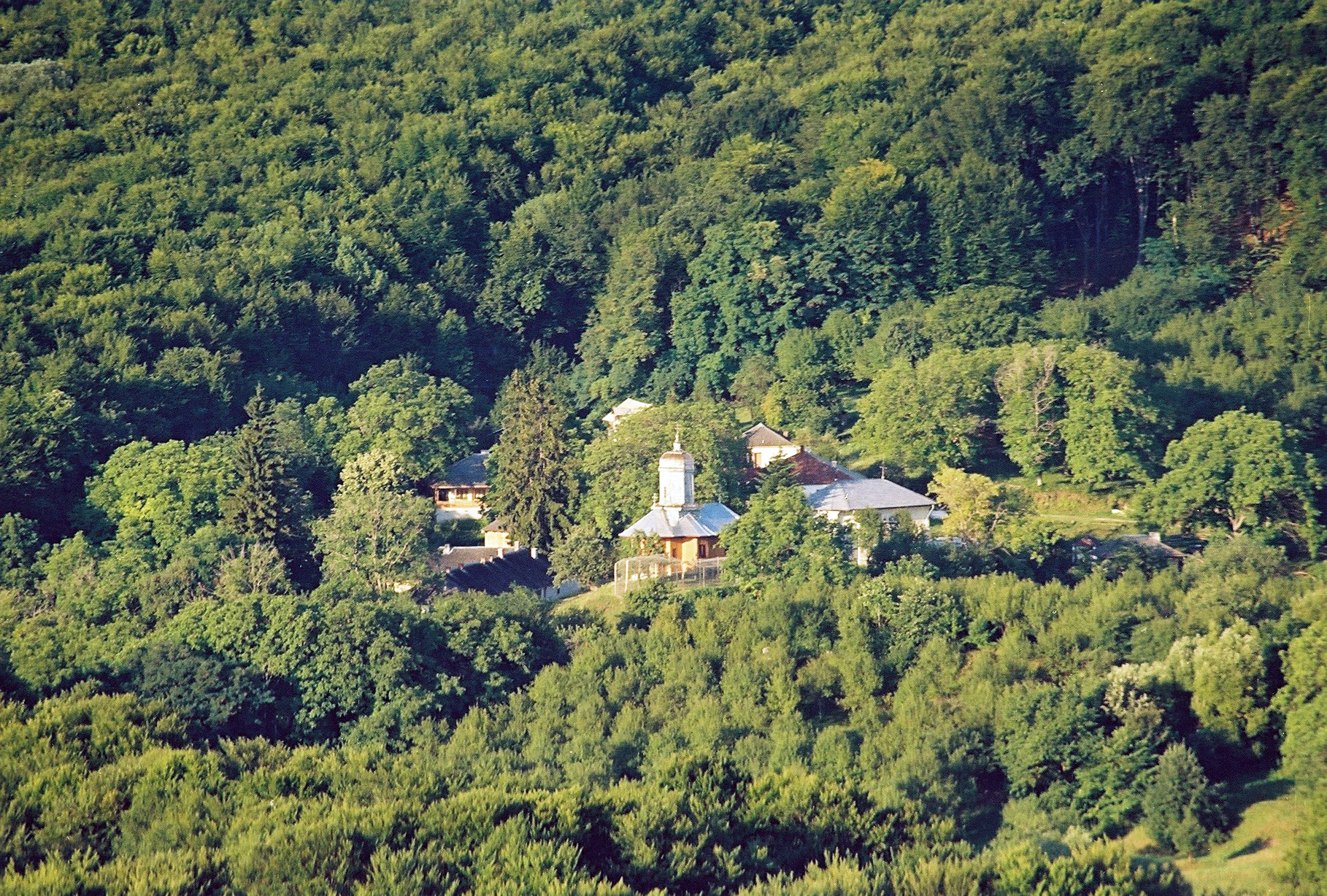
Mănăstirea Dălhăuți, monument istoric de interes local din comuna Cârligele

Patru obiective din comuna Cârligele sunt incluse în lista monumentelor istorice din județul Vrancea ca monumente de interes local. Unul este un sit arheologic, aflat pe malul stâng al râului Mera, lângă Bonțești, în punctul „La Fântâni”, sit ce cuprinde o așezare eneolitică aparținând culturii Cucuteni și o alta din secolele al II-lea–al III-lea (perioada La Tène) aparținând culturii carpice. Alte două obiective sunt clasificate ca monumente de arhitectură: biserica „Sfinții Voievozi” din Bonțești, datând de la sfârșitul secolului al XVII-lea–începutul secolului al XVIII-lea și schitul Dălhăuți aflată la 1 km nord de satul Dălhăuți, complex ce cuprinde biserica de lemn „Sfinții Arhangheli” (1810), biserica „Izvorul Tămăduirii” (1828) și biserica „Sfinții Împărați” (1840–1850). Un al patrulea obiectiv, clasificat ca monument memorial sau funerar este Troița Eroilor din Primul Război Mondial, aflată la intrarea în satul Cârligele, ridicată în 1933.

## Obiective turistice

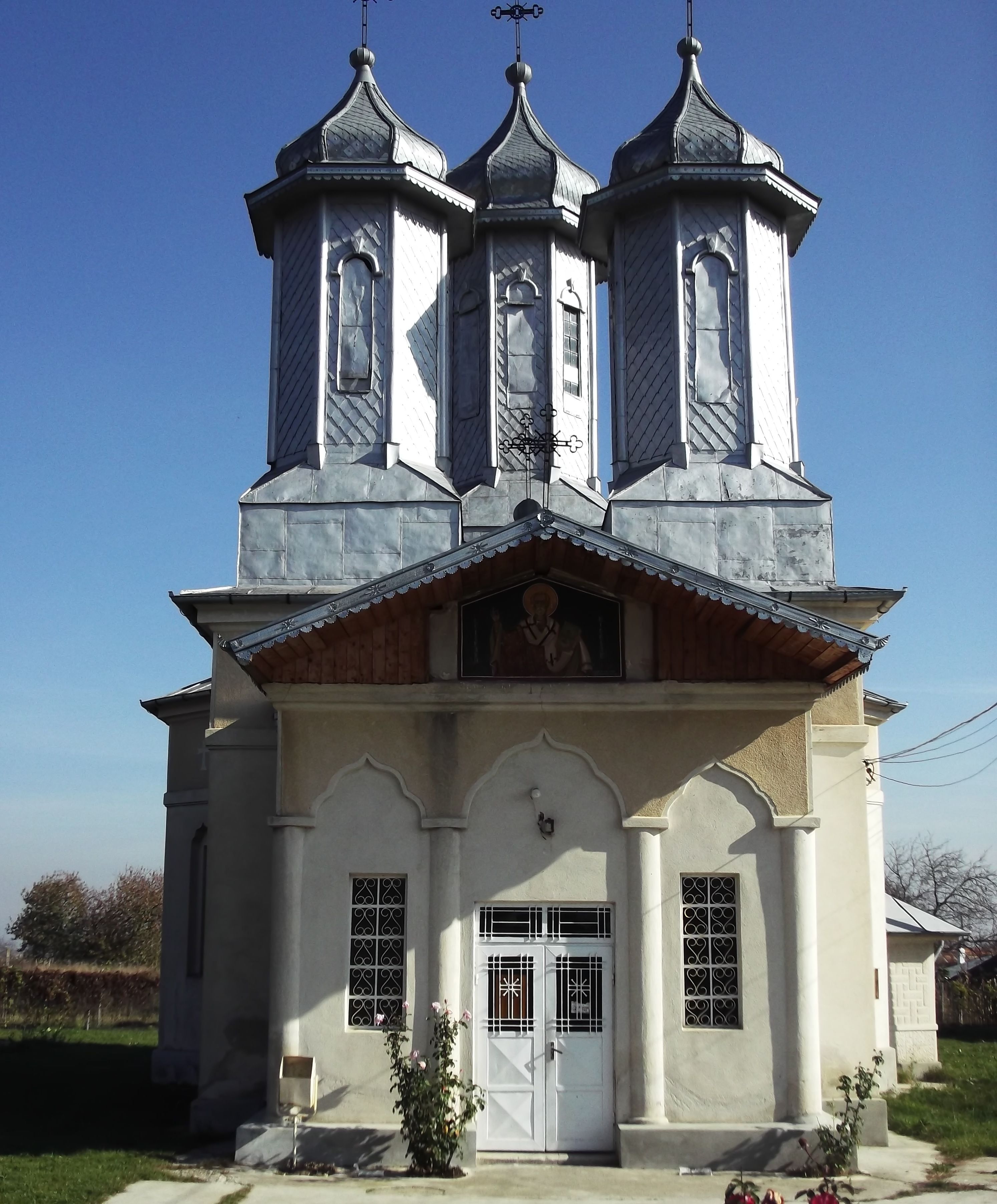
Biserica Sfântul Nicolae din satul Cârligele

Comuna Cârligele oferă turiștilor, câteva destinații turistice și interesante:
- Mănăstirea Dălhăuți: Acesta este probabil cel mai important obiectiv turistic din comună. Este o mănăstire de maici cu o istorie bogată, datând din secolul al XV-lea (după unele surse). Este renumită pentru icoana făcătoare de minuni a Maicii Domnului. În incinta mănăstirii se găsesc două biserici:
  - Biserica de zid, cu hramul „Izvorul Tămăduirii”
  - Biserica de lemn, cu hramul „Sfinții Arhangheli Mihail și Gavriil”, datând din 1810, dar construită pe locul unei biserici mai vechi din 1625. Aceasta din urmă are un iconostas valoros, strane și catapeteasmă în stil baroc. Din păcate, biserica de lemn este menționată ca fiind într-o stare de ruină în unele surse.

În mănăstire se află și moaștele Sfântului Mucenic Talaleu și ale Sfântului Ignatie cel Nou.
- Troița Eroilor din Primul Război Mondial: Situată la intrarea în satul Cârligele, aceasta a fost ridicată în 1933 în memoria eroilor căzuți în timpul Primului Război Mondial. Este clasificată ca monument memorial sau funerar.

### Zonă și peisaj
Zona oferă un peisaj pitoresc, fiind situată la contactul dintre dealurile subcarpatice și câmpie. Amatorii de drumeții ușoare se pot bucura de frumusețea naturii locale.